# Aline Sokar
Alina Sokar (Munique, 6 de janeiro de 1992) é uma atriz alemã, conhecida por interpretar Helga Goebbels, em 2004, no filme A Queda. Seu irmão, Lion Sokar, também é ator.

## Filmografia
- Utta Danella (2004)
- Ein Sommer Lang (2006)
- Der Untergang (2004)
- Nirgendwo in Afrika (2001)